# Arrows Ostrava
Gli Arrows Ostrava sono una squadra di baseball e softball ceca con sede ad Ostrava. Militano attualmente in Extraliga.

## Storia
Le origini del club risalgono al 1971; dopo pochi anni esso si unì al TJ Sokol Pustkovec e nel 1984 al TJ VODK Poruba, dal quale si separò soltanto nel 1995. Da allora gli Arrows hanno sempre disputato la massima serie del campionato nazionale. Dal 2005 al 2009 raggiunsero per quattro volte il secondo posto, senza riuscire a scalfire il predominio del Draci Brno. Vinsero il loro primo trofeo nel 2014, quando sconfissero in finale di Coppa della Repubblica Ceca il Kotlářka Praga.
Dopo un nuovo secondo posto nel 2017, hanno trionfato in campionato nel 2018, confermando il titolo nazionale l'anno seguente. Nella stagione 2020, dopo una stagione regolare conclusa al primo posto, hanno tuttavia perso la finale contro il Draci. Il 2021 li ha visti ospitare la Coppa Campioni e battere 3-1 Brno nella serie della finale di campionato.

## Palmarès
- Campionati cechi: 3

2018, 2019, 2021
- Coppe della Repubblica Ceca: 2

2014, 2022

### Altri piazzamenti
- Campionato ceco:

Secondo posto: 2005, 2006, 2008, 2009, 2017, 2020
- Coppa della Repubblica Ceca:

Finalista: 2006, 2007, 2013
- Coppa CEB:

Terzo posto: 2018